# Poecilocloeus cacuminis
Poecilocloeus cacuminis är en insektsart som beskrevs av Marius Descamps 1976. Poecilocloeus cacuminis ingår i släktet Poecilocloeus och familjen gräshoppor. Inga underarter finns listade i Catalogue of Life.